# شهرستان ادیسون، بخش کناکس، نبرسکا
شهرستان ادیسون، بخش کناکس، نبرسکا (به انگلیسی: Addison Township, Knox County, Nebraska) در ایالات متحده آمریکا است که در نبراسکا واقع شده‌است.

## خصوصیات
شهرستان ادیسون ۹۲٫۷۱ کیلومترمربع مساحت و ۱۳۴ نفر جمعیت دارد و ۵۳۷ متر بالاتر از سطح دریا واقع شده‌است.